# Caslino d'Erba
Caslino d'Erba es una localidad y comune italiana de la provincia de Como, región de Lombardía, con 1.714 habitantes.

## Evolución demográfica
| Gráfica de evolución demográfica de Caslino d'Erba entre 1861 y 2001 |
|                                                                      |
| Fuente ISTAT - elaboración gráfica de Wikipedia                      |